# آلفين ووكر
آلفين ووكر (بالإنجليزية: Alvin Walker)‏ هو لاعب كرة القدم الكندية أمريكي، ولد في 11 سبتمبر 1954 في هيوستن في الولايات المتحدة.